# Makariou Avenue

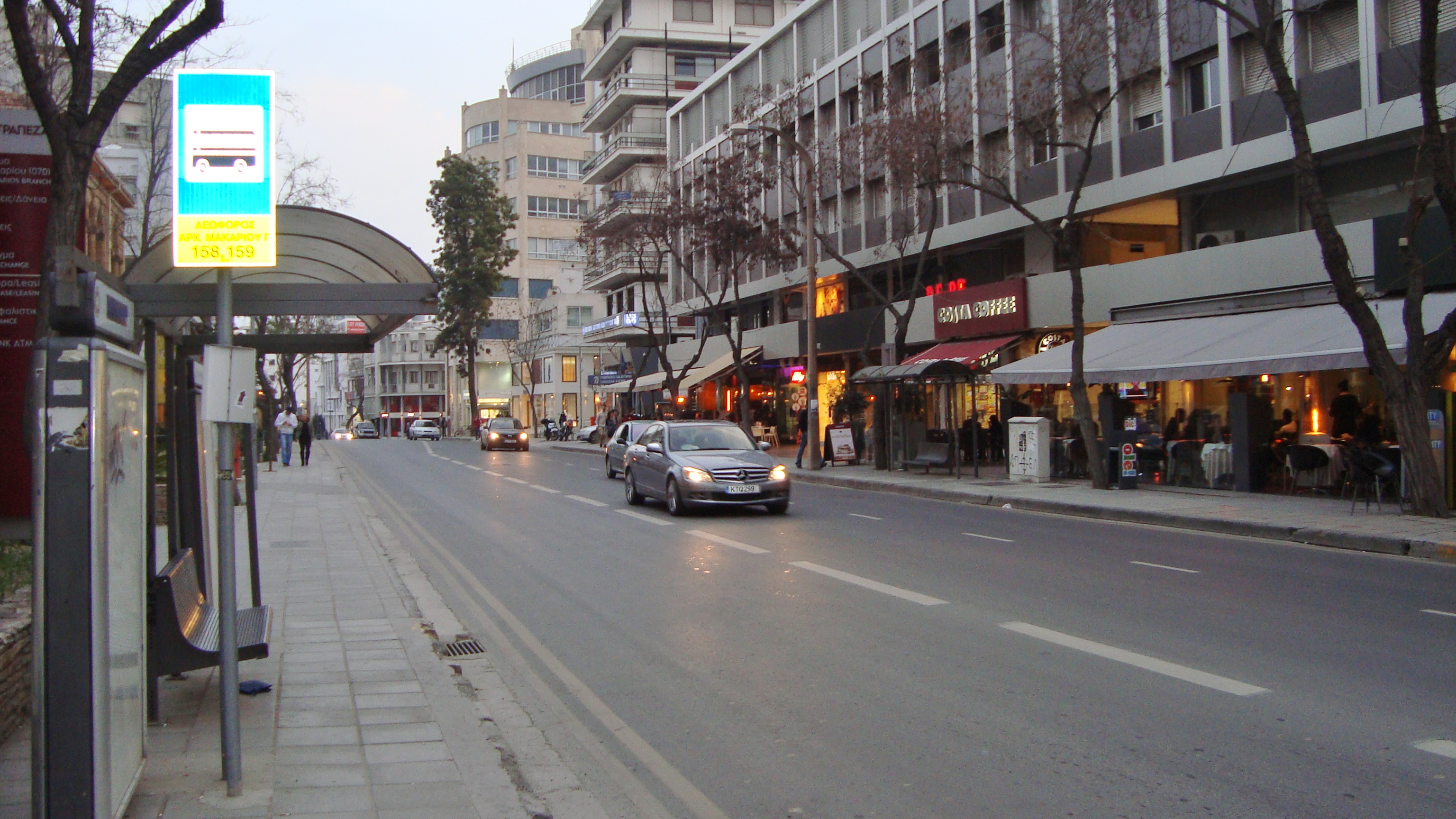
Die Straße am frühen Abend

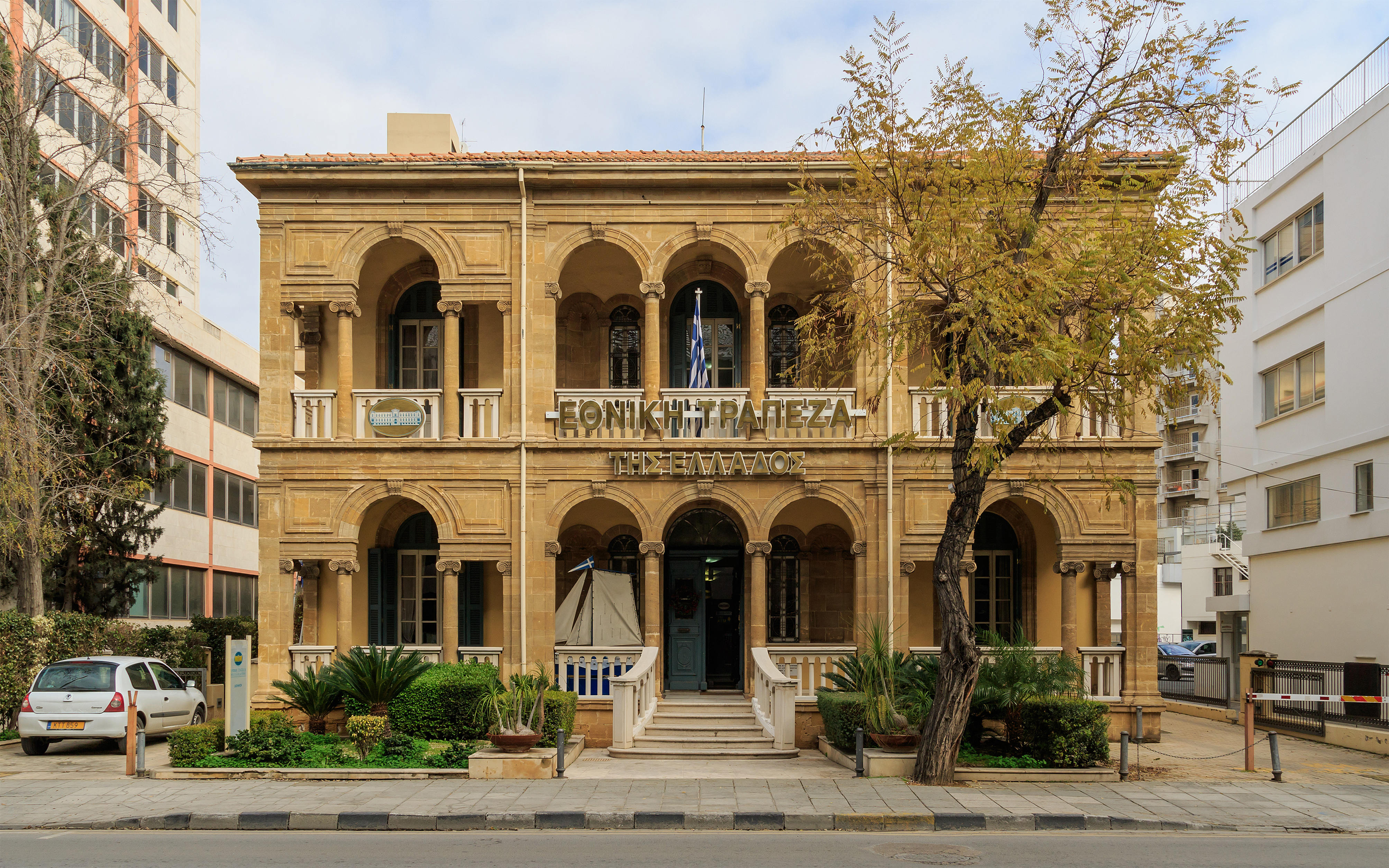
Das Gebäude der National Bank of Greece entlang der Straße

Die Makariou Avenue ist eine zwei Kilometer lange Straße in Nikosia, der Hauptstadt der Republik Zypern.

## Geschichte
Die Straße hieß früher Pluto Street und wurde später nach dem früheren Erzbischof Makarios umbenannt. Sie war die wichtigste Ausfallstraße nach Limassol und ist bis heute eine wichtige Verkehrsader. Entlang der Straße befinden sich einige ältere aus Sandstein gebaute Häuser, darunter das Gebäude der National Bank of Greece.
Wenngleich die Straße sehr heterogen bebaut ist und nur wenig reizvoll ist, hat sie eine große Bedeutung als Zubringer unter anderem zur Altstadt. Hier befindet sich das Hilton Hotel, zahlreiche Filialen von Modelabels und Fast-Food Ketten.